# Show Me Your Soul
Show Me Your Soul е дванадесетият издаден сингъл на американската фънк рок група Ред Хот Чили Пепърс.
Песента е част от саундтрака към филма Хубава жена и влиза в топ 10 на класацията Modern Rock Tracks. През 1992 сингълът е включен в компилацията What Hits!?.
Видеото към песента е много подобно с това на Higher Ground.